# いつか (歌手)
いつか / ITSUKA（1986年10月3日 - ）は、日本の女性歌手。
秋田県鹿角市出身。レコード会社はavex io所属。

## 人物
- 父親も音楽家で、幼少時からステージライブを経験していた。
- CHEMISTRYの堂珍嘉邦とは、映画『真夏のオリオン』、同じ事務所という事で仲が良い。
- 帰郷の際は、秋田テレビの特番に出演する場合がある。

## 略歴
- ピアノは小学校時からに習っていた。
- 中学時代に海外歌手に影響を受けた。
- 2001年 - 中学卒業後に上京。
- 2008年 - インディーズで十和田八幡平国立公園イメージソング「この空でつながっている」を発表。
- 2009年6月10日 - avex ioからシングルCD「願い星〜I wish upon a star〜」でメジャーデビュー。
- 2013年 - 映画「赦免花」ボーカル参加
- 2014年 - Mini Album「YES」をリリース
- 2016年 - 映画「二重生活」のエンディングテーマを歌う
- 2016年 - Single CD「mirage」をリリース
- 2016年 - 映画「ミュージアム」にボーカル参加
- 2017年 - Album CD 「Diary」をリリース
- 2017年 - 関西電力CMソング「エネルギーの旅人 らんぷ＆夜景」を担当
- 2017年 - 日本のポピュラー音楽界初のコモンレーベル"S&Lミュージック"に登録参加[1]。

## 作品

### シングル
- 願い星〜I wish upon a star〜
映画「真夏のオリオン」主題歌
作詞：いつか、奥村イオン。作曲：岩代太郎、前田和彦。編曲：岩代太郎

### 参加作品
1. 冨田ラボ『Shipahead』(2010年2月3日)アルバムコーラス参加
横顔
残像 feat. CHEMISTRY
2. Aizdean「Hadiah〜The First Step〜」2010年3月3日)
『My Hero feat.いつか』

## メディア出演

### ラジオ
- Love Sounds（2019年7月2日 - 12月31日、ミュージックバード）